# Flattjärnen, Medelpad
Flattjärnen är en sjö i Ånge kommun i Medelpad och ingår i Ljungans huvudavrinningsområde.